# مالبارتايدا دي لا سيرينا
بلدية مالبارتايدا دي لا سيرينا (بالإسبانية: Malpartida de la Serena)‏, هي إحدى بلديات مقاطعة بطليوس , التي تقع في منطقة إكستريمادورا, والتي تقع في غرب إسبانيا.
يبلغ عدد سكانها 765 نسمة وفقاً لإحصائية سنة (2002).